# Élections législatives de 1997 dans la Somme
Les élections législatives françaises de 1997 se sont déroulées les 25 mai et 1er juin. Dans le département de la Somme, six députés étaient à élire dans six circonscriptions.

## Élus
| Circonscription | Député sortant   | Parti | Parti    | Député élu ou réélu | Parti | Parti    |
| --------------- | ---------------- | ----- | -------- | ------------------- | ----- | -------- |
| 1re             | Maxime Gremetz   |       | PCF      | Maxime Gremetz      |       | PCF      |
| 2e              | Gilles de Robien |       | UDF (PR) | Gilles de Robien    |       | UDF (PR) |
| 3e              | Jérôme Bignon    |       | RPR      | Vincent Peillon     |       | PS       |
| 4e              | Joël Hart        |       | RPR      | Francis Hammel      |       | PS       |
| 5e              | Gautier Audinot  |       | RPR      | Gautier Audinot     |       | RPR      |
| 6e              | Alain Gest       |       | UDF (PR) | Jacques Fleury      |       | PS       |

## Résultats

### Résultats au niveau départemental
| Parti          | Parti                              | Premier tour | Premier tour | Second tour | Second tour | Sièges |
| Parti          | Parti                              | Voix         | %            | Voix        | %           | Sièges |
| -------------- | ---------------------------------- | ------------ | ------------ | ----------- | ----------- | ------ |
|                | Parti socialiste                   | 68 660       | 25,10        | 127 367     | 44,66       | 3      |
|                | Parti communiste français          | 40 233       | 14,71        | 23 161      | 8,12        | 1      |
|                | Les Verts                          | 4 518        | 1,65         |             |             | 0      |
|                | Divers gauche                      | 243          | 0,09         | 0           |             |        |
|                | Gauche plurielle                   | 113 654      | 41,55        | 150 528     | 52,78       | 4      |
|                |                                    |              |              |             |             |        |
|                | Rassemblement pour la République   | 51 203       | 18,72        | 71 024      | 24,90       | 1      |
|                | Union pour la démocratie française | 43 257       | 15,81        | 63 638      | 22,31       | 1      |
|                | La Droite indépendante             | 6 743        | 2,46         |             |             | 0      |
|                | Divers droite                      | 959          | 0,35         | 0           |             |        |
|                | Droite parlementaire               | 102 162      | 37,35        | 134 662     | 47,22       | 2      |
|                |                                    |              |              |             |             |        |
|                | Front national                     | 37 829       | 13,83        |             |             | 0      |
|                | Extrême gauche dont LCR et PT      | 9 776        | 3,57         | 0           |             |        |
|                | Divers écologiste                  | 9 751        | 3,56         | 0           |             |        |
|                | Divers dont PLN                    | 379          | 0,14         | 0           |             |        |
|                |                                    |              |              |             |             |        |
| Inscrits       | Inscrits                           | 384 588      | 100,00       | 384 376     | 100,00      | 6      |
| Abstentions    | Abstentions                        | 98 091       | 25,51        | 84 605      | 22,01       |        |
| Votants        | Votants                            | 286 497      | 74,49        | 299 771     | 77,99       |        |
| Blancs et nuls | Blancs et nuls                     | 12 946       | 4,52         | 14 581      | 4,86        |        |
| Exprimés       | Exprimés                           | 273 551      | 95,48        | 285 190     | 95,14       |        |

### Résultats par circonscription

#### Première circonscription (Amiens-Nord)
| Candidat                     | Candidat                     | Parti                   | Premier tour | Premier tour | Second tour | Second tour |  |
| Candidat                     | Candidat                     | Parti                   | Voix         | %            | Voix        | %           |  |
| ---------------------------- | ---------------------------- | ----------------------- | ------------ | ------------ | ----------- | ----------- |  |
|                              | Maxime Gremetz sortant réélu | PCF (MDC)               | 9 456        | 25,33        | 23 161      | 60,65       |  |
|                              | Brigitte Fouré               | UDF (PR)                | 9 095        | 24,36        | 15 026      | 39,35       |  |
|                              | Francis Lecul                | PS                      | 7 483        | 20,04        | Retrait     | Retrait     |  |
|                              | Yves Dupille                 | FN                      | 6 202        | 16,61        |             |             |  |
|                              | Florence Cazé                | Extrême gauche (LO)     | 1 049        | 2,81         |             |             |  |
|                              | Hubert Delarue               | Divers écologiste (GÉ)  | 1 029        | 2,76         |             |             |  |
|                              | Thérèse Couraud              | Les Verts               | 758          | 2,03         |             |             |  |
|                              | Nadia Bédier                 | Divers droite           | 454          | 1,22         |             |             |  |
|                              | Hélène Floret                | Divers écologiste (MÉI) | 421          | 1,13         |             |             |  |
|                              | Francis Poquet               | Extrême gauche (LCR)    | 372          | 1,00         |             |             |  |
|                              | Mahfoud Hammani              | LDI (MPF)               | 269          | 0,72         |             |             |  |
|                              | Pierre Henry                 | IR                      | 243          | 0,65         |             |             |  |
|                              | Pierre Clavel                | Divers droite           | 233          | 0,62         |             |             |  |
|                              | Moussa Abdellatif            | Divers droite           | 232          | 0,62         |             |             |  |
|                              | Jean-Claude Tastot           | Divers droite           | 40           | 0,11         |             |             |  |
|                              |                              |                         |              |              |             |             |  |
| Inscrits                     | Inscrits                     | Inscrits                | 55 704       | 100,00       | 55 685      | 100,00      |  |
| Abstentions                  | Abstentions                  | Abstentions             | 16 643       | 29,88        | 15 014      | 26,96       |  |
| Votants                      | Votants                      | Votants                 | 39 061       | 70,12        | 40 671      | 73,04       |  |
| Blancs et nuls               | Blancs et nuls               | Blancs et nuls          | 1 725        | 4,42         | 2 484       | 6,11        |  |
| Exprimés                     | Exprimés                     | Exprimés                | 37 336       | 95,58        | 38 187      | 93,89       |  |
| Source : Assemblée nationale |                              |                         |              |              |             |             |  |

#### Deuxième circonscription (Amiens-Sud)
| Candidat                     | Candidat                       | Parti             | Premier tour | Premier tour | Second tour | Second tour |  |
| Candidat                     | Candidat                       | Parti             | Voix         | %            | Voix        | %           |  |
| ---------------------------- | ------------------------------ | ----------------- | ------------ | ------------ | ----------- | ----------- |  |
|                              | Gilles de Robien sortant réélu | UDF (PR)          | 16 876       | 41,43        | 23 138      | 55,01       |  |
|                              | Lise Rochowiak-Moreau          | PS                | 8 527        | 20,93        | 18 925      | 44,99       |  |
|                              | Lionel Payet                   | FN                | 5 915        | 14,52        |             |             |  |
|                              | Danielle Sinoquet              | PCF               | 4 109        | 10,09        |             |             |  |
|                              | Christophe Porquier            | GÉ                | 1 352        | 3,32         |             |             |  |
|                              | Bernard Combes                 | LO                | 1 272        | 3,12         |             |             |  |
|                              | Anne Deraeve                   | LDI (MPF)         | 847          | 2,08         |             |             |  |
|                              | Dolores Esteban                | MÉI               | 770          | 1,89         |             |             |  |
|                              | Jean-Jacques Bertrand          | Divers écologiste | 685          | 1,68         |             |             |  |
|                              | Jean-Pierre Friggeri           | Divers            | 290          | 0,71         |             |             |  |
|                              | Françoise Foy                  | PLN               | 89           | 0,22         |             |             |  |
|                              |                                |                   |              |              |             |             |  |
| Inscrits                     | Inscrits                       | Inscrits          | 60 898       | 100,00       | 60 890      | 100,00      |  |
| Abstentions                  | Abstentions                    | Abstentions       | 18 518       | 30,41        | 16 579      | 27,23       |  |
| Votants                      | Votants                        | Votants           | 42 380       | 69,59        | 44 311      | 72,77       |  |
| Blancs et nuls               | Blancs et nuls                 | Blancs et nuls    | 1 648        | 3,89         | 2 248       | 5,07        |  |
| Exprimés                     | Exprimés                       | Exprimés          | 40 732       | 96,11        | 42 063      | 94,93       |  |
| Source : Assemblée nationale |                                |                   |              |              |             |             |  |

#### Troisième circonscription (Friville-Escarbotin)
| Candidat       | Candidat              | Parti          | Premier tour | Premier tour | Second tour | Second tour |  |
| Candidat       | Candidat              | Parti          | Voix         | %            | Voix        | %           |  |
| -------------- | --------------------- | -------------- | ------------ | ------------ | ----------- | ----------- |  |
|                | Jérôme Bignon sortant | RPR            | 16 653       | 34,02        | 23 802      | 46,18       |  |
|                | Vincent Peillon élu   | PS             | 11 852       | 24,21        | 27 737      | 53,82       |  |
|                | Jacques Pécquery      | PCF            | 10 562       | 21,57        | Retrait     | Retrait     |  |
|                | Claude Dauby          | FN             | 5 327        | 10,88        |             |             |  |
|                | Marc Pailler          | LO             | 1 540        | 3,15         |             |             |  |
|                | Jacques Marchand      | Les Verts      | 1 281        | 2,62         |             |             |  |
|                | François Bernier      | LDI (MPF)      | 901          | 1,84         |             |             |  |
|                | Éric Darras           | MÉI            | 841          | 1,72         |             |             |  |
|                |                       |                |              |              |             |             |  |
| Inscrits       | Inscrits              | Inscrits       | 65 095       | 100,00       | 65 083      | 100,00      |  |
| Abstentions    | Abstentions           | Abstentions    | 13 675       | 21,01        | 11 063      | 17          |  |
| Votants        | Votants               | Votants        | 51 420       | 78,99        | 54 020      | 83          |  |
| Blancs et nuls | Blancs et nuls        | Blancs et nuls | 2 463        | 4,79         | 2 481       | 4,59        |  |
| Exprimés       | Exprimés              | Exprimés       | 48 957       | 95,21        | 51 539      | 95,41       |  |

#### Quatrième circonscription (Abbeville)
| Candidat                     | Candidat                | Parti          | Premier tour | Premier tour | Second tour | Second tour |  |
| Candidat                     | Candidat                | Parti          | Voix         | %            | Voix        | %           |  |
| ---------------------------- | ----------------------- | -------------- | ------------ | ------------ | ----------- | ----------- |  |
|                              | Joël Hart sortant       | RPR            | 16 114       | 33,16        | 23 631      | 45,82       |  |
|                              | Francis Hammel élu      | PS             | 12 092       | 24,88        | 27 948      | 54,18       |  |
|                              | Chantal Leblanc         | PCF            | 7 812        | 16,07        |             |             |  |
|                              | Raynald Brasseur        | FN             | 6 364        | 13,09        |             |             |  |
|                              | Jean-Claude Padot       | LDI (MPF)      | 1 577        | 3,24         |             |             |  |
|                              | Paul Palacio            | LO             | 1 367        | 2,81         |             |             |  |
|                              | Dominique Reitzman      | PT             | 874          | 1,80         |             |             |  |
|                              | Claude Fera             | GÉ             | 850          | 1,75         |             |             |  |
|                              | Patricia Foubert        | MÉI            | 777          | 1,60         |             |             |  |
|                              | Marie-Bernadette Moreau | Les Verts      | 772          | 1,59         |             |             |  |
|                              |                         |                |              |              |             |             |  |
| Inscrits                     | Inscrits                | Inscrits       | 69 070       | 100,00       | 69 062      | 100,00      |  |
| Abstentions                  | Abstentions             | Abstentions    | 17 520       | 25,37        | 14 686      | 21,26       |  |
| Votants                      | Votants                 | Votants        | 51 550       | 74,63        | 54 376      | 78,74       |  |
| Blancs et nuls               | Blancs et nuls          | Blancs et nuls | 2 951        | 5,72         | 2 797       | 5,14        |  |
| Exprimés                     | Exprimés                | Exprimés       | 48 599       | 94,28        | 51 579      | 94,86       |  |
| Source : Assemblée nationale |                         |                |              |              |             |             |  |

#### Cinquième circonscription (Péronne)
| Candidat       | Candidat                      | Parti                   | Premier tour | Premier tour | Second tour | Second tour |  |
| Candidat       | Candidat                      | Parti                   | Voix         | %            | Voix        | %           |  |
| -------------- | ----------------------------- | ----------------------- | ------------ | ------------ | ----------- | ----------- |  |
|                | Gautier Audinot sortant réélu | RPR                     | 18 436       | 40,00        | 23 591      | 50,27       |  |
|                | Danielle Destenay             | PS                      | 11 531       | 25,02        | 23 342      | 49,73       |  |
|                | Marie-Claire Bouvet           | FN                      | 6 603        | 14,33        |             |             |  |
|                | Olivier Chapuis-Roux          | PCF                     | 4 230        | 9,18         |             |             |  |
|                | Daniel Savary                 | LDI (MPF)               | 1 911        | 4,15         |             |             |  |
|                | Yves Puig                     | Extrême gauche (LO)     | 1 535        | 3,33         |             |             |  |
|                | Jeannine Turchini             | Divers écologiste (GÉ)  | 782          | 1,70         |             |             |  |
|                | Élisabeth Begard              | Les Verts               | 669          | 1,45         |             |             |  |
|                | Alain Trif                    | Divers écologiste (MÉI) | 390          | 0,85         |             |             |  |
|                |                               |                         |              |              |             |             |  |
| Inscrits       | Inscrits                      | Inscrits                | 62 568       | 100,00       | 62 454      | 100,00      |  |
| Abstentions    | Abstentions                   | Abstentions             | 14 599       | 23,33        | 13 431      | 21,51       |  |
| Votants        | Votants                       | Votants                 | 47 969       | 76,67        | 49 023      | 78,49       |  |
| Blancs et nuls | Blancs et nuls                | Blancs et nuls          | 1 882        | 3,92         | 2 090       | 4,26        |  |
| Exprimés       | Exprimés                      | Exprimés                | 46 087       | 96,08        | 46 933      | 95,74       |  |

#### Sixième circonscription (Roye)
| Candidat       | Candidat           | Parti                   | Premier tour | Premier tour | Second tour | Second tour |  |
| Candidat       | Candidat           | Parti                   | Voix         | %            | Voix        | %           |  |
| -------------- | ------------------ | ----------------------- | ------------ | ------------ | ----------- | ----------- |  |
|                | Alain Gest sortant | UDF (PR)                | 17 286       | 33,34        | 25 474      | 46,41       |  |
|                | Jacques Fleury élu | PS                      | 17 175       | 33,13        | 29 415      | 53,59       |  |
|                | Fabrice Lengelé    | FN                      | 7 418        | 14,31        |             |             |  |
|                | Claude Lemoine     | PCF                     | 4 064        | 7,84         |             |             |  |
|                | Monique Tesseye    | Extrême gauche (LO)     | 1 767        | 3,41         |             |             |  |
|                | François Grenier   | LDI (CNIP)              | 1 238        | 2,39         |             |             |  |
|                | Georges Degouy     | Les Verts               | 1 038        | 2,00         |             |             |  |
|                | Johanna Bougon     | Divers écologiste (GÉ)  | 1 011        | 1,95         |             |             |  |
|                | Stéphane Miannay   | Divers écologiste (MÉI) | 843          | 1,63         |             |             |  |
|                |                    |                         |              |              |             |             |  |
| Inscrits       | Inscrits           | Inscrits                | 71 253       | 100,00       | 71 202      | 100,00      |  |
| Abstentions    | Abstentions        | Abstentions             | 17 136       | 24,05        | 13 832      | 19,43       |  |
| Votants        | Votants            | Votants                 | 54 117       | 75,95        | 57 370      | 80,57       |  |
| Blancs et nuls | Blancs et nuls     | Blancs et nuls          | 2 277        | 4,21         | 2 481       | 4,32        |  |
| Exprimés       | Exprimés           | Exprimés                | 51 840       | 95,79        | 54 889      | 95,68       |  |